# Demo Hutuktu
| Tibetische Bezeichnung                   |
| ---------------------------------------- |
| Wylie-Transliteration: de mo ho thog thu |

Demo Hutuktu, Demo Rinpoche oder Demo Tulku (tib.: bDe-mo Rin-po-che; De mo Ho thog thu), Demo Hotogtu, Demo Huthugtu, Demo Qutuqtu, Demo Khutukhtu usw. (chinesisch 第穆呼图克图, Pinyin Dimu hutuketu bzw. chinesisch 第穆活佛, Pinyin Dimu huofo – „Demo Lebender Buddha“) ist der Titel einer bedeutenden Kuutuktu (Trülku)-Linie – d. h. Reinkarnationen 'Lebender Buddhas' – der Gelug-Schule des tibetischen Buddhismus. Traditionelle Residenz des Demo Hutuktus ist das Kloster Tengyeling (bsTan-rgyas-gling, Residenz Demo Labrang) in Lhasa.
Der vierte Demo Hutuktu bzw. Demo Rinpoche Lhawang Geleg Gyeltshen (1631–1668) unterhielt enge Beziehungen zum 5. Dalai Lama. Der 6. Demo Rinpoche, war Regent (chin. shèzhèng 攝政) von Tibet (reg. 1757–1777), ebenfalls der 7. (reg. 1811–1819) und 9. (reg. 1886–1895). Der 10. Demo Rinpoche, Tendzin Gyatsho, ein Neffe des 13. Dalai Lama, wurde 1901 geboren.
Aufgrund politischer Kontroversen im Umfeld des 13. Dalai Lama und des 9. Demo Hutuktu wurde, wie auch in anderen Fällen (etwa dem des Shamarpa), die Einsetzung weiterer Demo-Inkarnationen durch die zentraltibetische Regierung in Lhasa verboten. Dieses Verbot wurde durch den 13. Dalai Lama jedoch Jahre später wieder aufgehoben, so dass es zu einer offiziellen Anerkennung des damaligen 10. Demo Rinpoche kommen konnte.

## Liste der Demo Hutuktus
- 1. Könchog Chungne (dkon mchog 'byung gnas) 1454–1506
- 2. Peljor Trashi (dpal 'byor bkra shis) 1507–1571
- 3. Lhawang Chogle Namgyel (lha dbang phyogs las rnam rgyal) 1572–1630
- 4. Lhawang Tenpe Gyeltshen (ngag dbang bstan pa'i rgyal mtshan) 1631–1668
- 5. Ngawang Geleg Gyeltshen (ngag dbang dge legs rgyal mtshan) 1669–1721
- 6. Ngawang Jampel Deleg Gyatsho (ngag dbang 'jam dpal bde legs rgya mtsho) 1722–1777
- 7. Ngawang Lobsang Thubten Jigme Gyatsho (ngag dbang blo bzang thub bstan 'jigs med rgya mtsho) 1778–1819
- 8. Wanggyel Döndrub (dbang rgyal don grub) 1820–1855
- 9. Thrinle Rabgye ('phrin las rab rgyas) 1856–1900
- 10. Tendzin Gyatsho (bstan ’dzin rgya mtsho) 1901–1973
- 11. Demo Rinpoche

## Chinesische Weblinks
- Zangchuan Fojiao huofo liebiao
- Zhuanshi lingtong: dangdai Xizang huofo shenghuo jishi
- Gelupai simiao - Danjielin (Yang Xin 杨鑫)
- Zangchuan Fojiao huofo liebiao